# Barbora Horáčková
Barbora Horáčková, född 15 januari 1969, död 8 april 2018, var en tjeckiska bågskytt. Hon deltog vid olympiska sommarspelen 2008.